# Der alte Mann mit der jungen Frau
Der alte Mann mit der jungen Frau ist ein Volksstück mit Gesang in vier Acten von Johann Nestroy. Das Stück entstand 1849, nach der niedergeschlagenen Revolution von 1848/49 und wurde nie aufgeführt. Nestroy scheute die Kontroverse mit der Zensur und hielt das Stück bis zu seinem Tod 1862 unter Verschluss.
Eine überarbeitete Version des Stückes durch Vinzenz Chiavacci und Ludwig Ganghofer unter dem Titel Der Flüchtling hatte ihre Erstaufführung 1890.

## Inhalt
Zwei Handlungsstränge laufen nebeneinanderher, verbunden lediglich durch die Figur des Gutsbesitzers Kern:
Zum einen hilft er dem aus der Haft geflohenen Revolutionär Anton mit Hilfe des Bauern Holler, sich vor den Häschern zu verstecken, bis die erhoffte Amnestie vom Thron erlassen wird. Anton und seine Gattin Theres müssen zwar nach Australien auswandern, aber Kern wird ihnen auch dort ein treuer Freund bleiben.
„Und ein treuer Freund nebstbey is nicht zu verwerffen, der sich eurer Wanderung anschließt, dem der Anblick eures Glücks den Rest des Lebens verschönern wird.“ (IV. Act, 31ste Scene)
Zum anderen wird Kern von seiner um 40 Jahre jüngeren Gattin Regine (beinahe) mit dem jungen Baron Rehfeld hintergangen. Kern rächt sich durch eine öffentliche Beleidigung des Barons, die dieser einstecken muss, und für ein Jahr durch gespielte Liebenswürdigkeit seiner verzweifelten Frau gegenüber. Schließlich erklärt er sich doch mit der von ihr gewünschten Scheidung einverstanden, lässt jedoch die Möglichkeit offen, dass sie, inzwischen voll tiefer Reue, ihm nach Jahresfrist nach Australien folgen könne. Die Schuld nimmt er auf sich:
„Ich weiß es, aber das ist mir gerade recht: die Welt soll mich für alles, meinetwegen auch für einen alten Sünder, nur nicht für einen alten Esel halten.“ (IV. Act, 31ste Scene)
Die komisch-hinterhältige Figur des Dieners Gabriel ist die zweite (lose) Verbindung der beiden Erzählstränge: Er ist in die junge Theres, die Kammerzofe von Regine, verliebt und versucht deshalb, ihren Gatten Anton möglichst für immer im Kerker verschwinden zu lassen.

## Vorlage
Nestroy hatte wieder einmal ein französisches Drama als Vorlage verwendet. Galt ursprünglich La ferme de Bondy, ou: les deux réfractaires (Der Bauernhof von Bondy, oder: die beiden Fahnenflüchtigen) von Ferdinand Vallon de Villeneuve, Michel Masson und Jules Joseph Gabriel dafür, so war es eigentlich La femme du Réfractaire (Die Gattin des Fahnenflüchtigen) aus der Novellensammlung Daniel le Lapidaire, ou Les Contes de l'Atelier (Daniel der Steinschneider, oder Werkstatterzählungen), Paris 1832–33, von Michel Masson, herausgegeben unter seinem Pseudonym Michel Raymond. Eine andere Erzählung aus diesem Sammelwerk wurde von Nestroy schon 1846 für Der Unbedeutende verwendet.
Die Erzählung hatte Nestroy sehr wahrscheinlich nicht im Original, sondern in der deutschen Übersetzung von  Lauritz Kruse (1778–1840) aus dem Jahr 1833 gelesen, diese Übersetzung ist leider verschollen. Massons Novelle wurde von ihm in Teilen sogar mit den Dialogen verwendet; Änderungen sind die Entfernung des Erzählers Daniel und das Weglassen des Schlusskapitels, in dem Philippe (bei Nestroy Anton) doch für sein bedrohtes Vaterland in den Krieg zieht, was er Napoleons Eroberungskriegen verweigert hatte. Zeit und Handlung wurden vom Napoleonischen Frankreich in das nachrevolutionäre Österreich verlegt, Massons Fahnenflüchtiger wurde zum verfolgten Revolutionär. Ansonsten hat Nestroy den Handlungsablauf mit den beiden Erzählsträngen – einerseits das Schicksal des Verfolgten, andrerseits das Problem alter Mann mit junger Frau – recht genau beibehalten.
Zum französischen Wort réfractaire: Es bedeutet der Feuerfeste, der Widerspenstige, zur Napoleonischen Zeit eindeutig politisch als Fahnenflüchtiger vor der Grande Armée verstanden. Nestroy hat das Wort widerspenstig nicht in seinem Stück verwendet, da es auch in Österreich sehr stark politisch belastet war, so hatte Alfred I. zu Windisch-Graetz während des Wiener Oktoberaufstandes 1848 die von ihm belagerten aufständischen Wiener als Widerspenstige bezeichnet und mit der Hinrichtung bedroht.

## Werksgeschichte
Das schon niedergeschriebene Werk wurde von Nestroy, der es offenbar unmöglich fand, dafür die Genehmigung der Zensurbehörde zu erlangen, zu seinen Lebzeiten nicht veröffentlicht. Er hatte es ursprünglich als „Posse“, dann als „Volksstück mit Gesang“ bezeichnet. Das Stück entstand unter dem Eindruck der Repressionen durch die nach der missglückten Revolution wiedererstarkte Reaktion und zeigt die für diese Zeit vorherrschenden Situationen und heimlichen Wünsche der Bürger. Mitgefühl mit den Opfern der Zeit und Einsicht in notwendig werdende Änderungen werden von Nestroys Menschlichkeit und Weisheit geleitet. Zurückgenommene Aggressionen, Resignation und Melancholie zeigen die Einstellung des älter gewordenen Dichter. Das ursprüngliche Konzept des Stückes wurde von ihm 20 und 60 übertitelt.
Der Pessimismus des Spieles unterdrückt häufig den durchaus vorhandenen Humor, deshalb kommt es oft zu recht melancholischen Disputen. Die Erkenntnis, dass die einen Kämpfer hingerichtet, die anderen mit Orden gewürdigt werden, je nachdem, auf welcher Seite der Barrikaden sie – oft nur durch Zufall – gestanden hatten, lässt den Dichter sowohl resignierend als auch traurig durch den Mund des Grundbesitzers Kern dem gejagten Anton sagen:
„Nach Revolutionen kann's kein ganz richtiges Straf-Ausmaß geben. Dem Gesetz zufolge, verdienen so viele Hunderttausende den Tod – natürlich, das geht nicht; also wird halt Einer auf lebenslänglich erschossen, der Andere auf Fünfzehn Jahr eing'sperrt, der auf Sechs Wochen, noch ein anderer kriegt a Medaille – und im Grund haben's Alle das Nehmliche gethan.“ (I. Act, 15te Scene)
Der Titel ist vermutlich eine Anspielung auf einen Spottvers in Grillparzers Stück Ein treuer Diener seines Herrn (1830):
Alter Mann / Der jungen Frau, / Ist er klug, / Nimmts nicht genau!
Die Rolle des Ziegelbrenners Kern hatte Nestroy für sich selbst, den Diener Gabriel für Wenzel Scholz, den Anton für Franz Gämmerler, den Bauern Holler für Alois Grois, den Amtsdiener Schippl für Friedrich Hopp vorgesehen.
Ein Manuskript von Nestroys Hand existiert als undatierte Reinschrift, Titel bereits Der alte Mann mit der jungen Frau. Posse mit Gesang in vier Acten von J. Nestroy, auf der Titelblatt-Rückseite befindet sich das Personenverzeichnis mit Besetzungsvorschlägen. Es fehlen der Monolog nach dem Entreelied I. Act, 5te Scene sowie Monolog und Lied im IV. Act, 12te Scene, die nach neueren Forschungen von Nestroy gar nicht ausgearbeitet worden waren. Eine Einrichtung als Regiebuch von fremder Hand ist ebenfalls feststellbar. Die Handschrift wurde 1927 von der Nationalbibliothek erworben und neu gebunden.
Ein Manuskript Nestroys in mehreren Teilen von Entwurf und Erstfassung ist ebenfalls erhalten. Da das Titelblatt fehlt, kann nicht mehr festgestellt werden, ob das Stück noch 20 und 60 oder bereits Der alte Mann mit der jungen Frau genannt wurde. Auch hier fehlen die beiden oben genannten Lieder und der Monolog.
Weitere eigenhändige Vorarbeiten und Textausschnitte sind zusätzlich noch vorhanden.
Einen Hinweis auf Hebenstreit als Komponisten gibt lediglich ein von ihm geschriebener Vermerk in der Partitur zu Höllenangst auf der Rückseite: „folgt Einlage aus Alten Mann, Lied in Es: mit Vide“. Welches Lied gemeint war, ist nicht mehr feststellbar.
Die Vorpremiere des Werkes fand erst am 14. Juli 1947 an den Städtischen Bühnen Graz während der Grazer Festwochen unter dem Titel Der alte Mann mit der jungen Frau, oder Wird er ihr verzeihen? statt. Ein Zensurmanuskript in englischer Sprache an die britische Besatzungsmacht trug den Titel The old man with the young wife, or Will he forgive her? A viennese moral picture with music in four acts by Johann Nestroy. Die eigentliche Uraufführung von Nestroys Stück in Wien war am 14. Mai 1948 im Theater in der Josefstadt. Ein Theaterzettel dieser Aufführung ist erhalten geblieben. Die zweite Inszenierung des Originals war 1976 am selben Theater mit Erik Frey (Kern) und Ernst Waldbrunn (Gabriel).

## Theorien zur Entstehungszeit
Im Österreichischen Courier – so hieß damals die Wiener Theaterzeitung von Adolf Bäuerle – wurde am 4. September 1849 (Nr. 211, S. 844) in der Rubrik Theater-Neuigkeiten vermeldet:
„Mitte September wird im Carltheater ein neues Stück von Nestroy in Scene gehen, betitelt ist dasselbe: ‚Der alte Mann und seine junge Frau‘.“
Am 30. September 1849 wurde vom gleichen Blatt angekündigt (Nr. 234, S. 936):
„Nestroys neues Stück, das bereits vollkommen eingerichtet ist, und nur noch der Proben bedarf, dürfte im Laufe des November zur Aufführung kommen.“
Das sind die einzigen zeitgenössischen Hinweise auf die Entstehungszeit des Werkes, es muss folglich ganz oder zum größten Teil schon vor diesem Termin erstellt worden sein. Die zweite Zeitungsnotiz könnte sich allerdings – wenn auch nicht sehr wahrscheinlich – auf Höllenangst bezogen haben, das am 17. November uraufgeführt worden war.
Ein Vermerk im oben genannten Personenverzeichnis, dass mit der Rolle das Amtmannes Spitz ein Schauspieler namens Boy betraut wurde, der in der Spielzeit 1847 bis zum 15. April 1848 bei Direktor Carl engagiert war und ab diesem Zeitpunkt als Regisseur in Magdeburg tätig war, lässt vermuten, dass sich Nestroy schon 1848 zumindest mit den Vorarbeiten zu 20 und 60 beschäftigt haben könnte.
Spekulationen verschiedener Zeitschriften bei der Erstaufführung 1890 des von Vinzenz Chiavacci und Ludwig Ganghofer überarbeiteten Stückes unter dem Titel Der Flüchtling, Nestroys Original wäre „nachweislich“ im Juli und August 1849 geschrieben worden, entbehren genau dieses Nachweises.

## Spätere Interpretationen
Der nationalliberale Historiker Heinrich Friedjung (1851–1920) verglich das Stück mit Freiheit in Krähwinkel und stellte fest, Nestroy habe im letzteren die Sache des Fortschritts verspottet, im ersten jedoch stehe er ganz auf ihrer Seite. Er sieht im Alten Mann einen „Fürstenspiegel“:
„[…] der Dichter läßt am Schlusse Amnestie erteilen und verlangt deutlich von den Machthabern dieses gleiche Vergessen und Verzeihen.“
Otto Rommel nennt das Werk ein weises Schlusswort zu Revolution und Reaktion:
„[…] nie ist menschlicher über Schuld und Sühne in der Politik, d. h. über Bewegungen und ihre Aus- bzw. Rückwirkungen geurteilt worden.“
Hebenstreit, der an anderer Stelle das Werk als „Nestroys politisches Testament“ bezeichnet, merkt an, Nestroy habe – vielleicht aus Bescheidenheit – das Stück ursprünglich eine Posse genannt, obwohl Charakterbild, Charaktergemälde, Drama, Lebensbild oder Sittenbild treffender gewesen wäre. Beispiel für diese Bescheidenheit sei ein eigenhändiges Albumblatt des Dichters:
„Dem Dichter der Novelle, / Schreib' ich die kleine Stelle,
Nie schreib' ich eine große, / Bin Dichter nur der Posse.“